# Fløjtet sprog
Fløjtede sprog anvender fløjten til at emulere tale og facilitere kommunikation. Et fløjtet sprog er et system af fløjtet kommunikation, som tillader rutinerede fløjtere at transmittere og forstå et potentielt ubegrænset antal beskeder over lange afstande. Fløjtet sprog adskiller sig fra det begrænsede antal koder, der somme tider anvendes af fårehyrder eller dyretrænere til at transmittere simple beskeder eller instruktioner. Generelt emulerer fløjtede sprog et naturligt talt sprogs toner eller vokalformanter, såvel som dets intonation og prosodi, således at trænede lyttere, der taler det pågældende sprog, kan forstå den kodede besked.
Fløjtede sprog er sjældne sammenlignet med talesprog, men findes dog i kulturer over hele verden.